# Tōhoku, Aomori
Tōhoku (japanska: 東北町?, Tōhoku-machi) är en landskommun (köping) i Aomori prefektur i Japan.  
Kommunen Kamikita inkorporerades 2005 i Tōhoku.